# Hirasa sempervirens
Hirasa sempervirens är en fjärilsart som beskrevs av Louis Beethoven Prout 1915. Hirasa sempervirens ingår i släktet Hirasa och familjen mätare. Inga underarter finns listade i Catalogue of Life.